# Xã Osage, Quận St. Clair, Missouri
Xã Osage (tiếng Anh: Osage Township) là một xã thuộc quận St. Clair, tiểu bang Missouri, Hoa Kỳ. Năm 2010, dân số của xã này là 258 người.